# Chalepoxenus tramieri
Chalepoxenus tramieri är en myrart som beskrevs av Henri Cagniant 1983. Chalepoxenus tramieri ingår i släktet Chalepoxenus och familjen myror. IUCN kategoriserar arten globalt som sårbar. Inga underarter finns listade i Catalogue of Life.